# Фарго (сезон 4)
Четвёртый сезон телесериала «Фарго» (англ. Fargo) в жанре криминальной драмы и чёрной комедии, создателем и автором которого является Ной Хоули, впервые транслировался на телеканале FX с 27 сентября по 30 ноября 2020 года. Получил неоднозначные отзывы критиков.

## Сюжет
В 1950 году в Канзас-Сити договариваются о союзе два преступных синдиката, контролирующие наркоторговлю и контрабанду. Для закрепления мира главы синдикатов обмениваются младшими сыновьями. Однако вскоре один из глав умирает, и после этого начинается череда убийств.

## В ролях
Основной состав
- Крис Рок — Лой Кэннон
- Джесси Бакли — Ориетта Мэйфлауэр
- Джейсон Шварцман — Джосто Фадда
- Бен Уишоу — Патрик «Рэбби» Миллиган
- Джек Хьюстон — Одис Вефф
- Сальваторе Эспозито — Гаэтано Фадда
- Эмири Кратчфилд — Этельрида Перл Смутни
- Эндрю Бёрд — Турман Смутни
- Андзи Уайт — Дибрелл Смутни
- Джереми Харрис — Леон Биттл
- Мэттью Элам — Лемюэль Кэннон
- Кори Хендрикс — Оми Спаркман
- Джеймс Винсент Мередит — Опал Рэкли
- Франческо Аквароли — Эбал Виоланте
- Гаэтано Бруно — Констант Каламита
- Стивен Спенсер — доктор Дэвид Гарвард
- Карен Олдридж — Зельмар Рулет

Второстепенный состав
- Глинн Тёрмен — Доктор Сенатор
- Тимоти Олифант — Дик «Глухой» Виквар
- Келси Чоу — Свани Кэппс
- Дж. Николь Брукс — Буэль Кэннон
- Родни Л Джонс III — Майкл «Сатчел» Кэннон
- Надя Симмс — Пессиминдл Кэннон
- Ханна Лав Джонс — Флорин Кэннон
- Томмазо Раньо — Донателло Фадда
- Торри Хэнсон — директор Райс Криско
- Уилл Клинджер — Теодор «Мистер Снеговик» Роуч
- Крус Гонсалес-Кадель — Нанида Фадда
- Шон Фортунато — Антон Дюмини
- Эван Малруни — Джо Було

## Эпизоды
| № общий | № в сезоне | Название                                                                         | Режиссёр       | Автор сценария                                            | Дата премьеры    | Зрители в США (млн) |
| --- | ---------- | -------------------------------------------------------------------------------- | -------------- | --------------------------------------------------------- | ---------------- | ------------------- |
| 31 | 1          | «Welcome to the Alternate Economy» «Добро пожаловать в альтернативную экономику» | Ной Хоули      | Ной Хоули                                                 | 27 сентября 2020 | 1,22                |
| В 1920 году в Канзас-Сити, штат Миссури, боссы еврейского преступного синдиката Московица и ирландской банды Миллиганов обмениваются своими младшими сыновьями, чтобы сохранить мир. Однако Патрик, сын Миллигана, предаёт свою приемную семью, помогая ирландцам устроить засаду и уничтожить синдикат; отец Патрика заставляет его лично казнить сына Московица. В 1934 году Миллиганы и обосновавшаяся в Канзас-Сити сардинская семья Фадда совершают такой же обмен, и снова обменивают Патрика Миллигана. На этот раз Патрик предаёт свою ирландскую семью, и Миллиганов убивают. Патрика заставляют убить отца. В 1949 году к власти приходит афроамериканская банда Кэннон Лимитед. Её лидер Лой Кэннон обменивается сыновьями с семьёй Фадда. Сэтчела, младшего сына Лоя, обменивают на Зеро, младшего сына Дона Донателло Фадда. Патрик, которого теперь называют «Рэбби», сочувственно обещает Лою, что лично позаботится о Сэтчеле. Год спустя играющие дети случайно попадают из пневматического пистолета в яремную вену Донателло Фадда, и того срочно доставляют в ведущую частную больницу города. Глава больницы доктор Гарвард настроен против итальянцев и требует, чтобы они уехали. Джосто, сын Донателло, клянётся отомстить. В государственной больнице Джосто быстро сближается с Ориеттой Мэйфлауэр, медсестрой Донателло. Позже в тот же день Мэйфлауэр убивает Донателло инъекцией морфия и крадёт его кольцо. Тем временем умная и непокорная девушка Этельрида Перл Смутни, родители которой управляют похоронным бюро, беседует со своим отцом Турманом о финансовых проблемах. По неизвестным причинам Турман берёт у Лоя крупную ссуду, которую не может выплатить. В это время Мэйфлауэр наблюдает за семьёй Смутни из своей квартиры через улицу и проявляет особый интерес к Этельриде. |            |                                                                                  |                |                                                           |                  |                     |
| 32 | 2          | «The Land of Taking and Killing» «Край отъёма и убийств»                         | Ной Хоули      | Ной Хоули                                                 | 27 сентября 2020 | 0,79                |
| Грабители банков Зелмар Рулетт (тетя Этельриды) и Свони Кэппс сбегают из тюрьмы и без предупреждения появляются в доме Смутни. Дибрелл, мать Этельриды, неохотно позволяет им остаться. Притязания Джосто на лидерство в семье Фадда оспариваются его младшим братом Гаэтано, который отказывается вернуться на Сардинию после похорон Донателло. Ставя под сомнение авторитет Джосто, некоторые из его людей нападают на доктора Гарварда, но случайно убивают медсестру и богатую светскую львицу. Коррумпированный полицейский Одис Уэфф, работающий на Джосто, предупреждает его, что нужно воздержаться от конфликта с семьей. Тем временем Кэннон Лимитед решает воспользоваться смертью Донателло. Лой и его консильоре Доктор Сенатор пытаются захватить здание бойни, утверждая, что Донателло успел заключить с ними сделку. Гаэтано прибывает на бойню вместо Джосто и обещает Сенатору возмездие в случае, если он обнаружит, что сделки не было. Завязав разговор на крыльце дома Смутни, Ориетта оказывается впечатлена интеллектом Этельриды. Она печёт яблочный пирог, приправляет его рвотным и оставляет на крыльце Смутни; Турман забирает его домой. Полицейский отряд внезапно совершает рейд на дом в поисках Зелмар и Свони. |            |                                                                                  |                |                                                           |                  |                     |
| 33 | 3          | «Raddoppiarlo» «Удвойте это»                                                     | Дервла Уолш    | Ной Хоули                                                 | 4 октября 2020   | 0,72                |
| Маршал Дик «Глухарь» Виквар, преследующий Зелмар и Свони с момента их побега, прибывает в Канзас-Сити и назначает Одиса своим помощником. Эти двое возглавляют рейд на похоронное бюро Смутни. Глухарь расспрашивает Дибрел о её сестре и Свони, но та заявляет, что ничего не знает. Обыск дома и морга в подвале не приносит результатов, и полиция уезжает. Зелмар и Свони, которые прятались в одном из шкафчиков морга, обещают уйти, но берут с собой дробовик. Турман вывозит их в гробу и высаживает в пункте назначения, не зная, что это главное здание Лоя. Беглянки убивают трёх приспешников Лоя и крадут 20 тысяч долларов. Свони, съевшую кусок отравленного пирога Ориетты, рвёт на деньги, после чего обе спешно скрываются. Ориетту увольняют из-за необычного количества пациентов, умерших под ее опекой, но ей удётся найти новую работу в больнице доктора Гарварда. Заметив Джосто в его машине возле больницы, Ориетта предполагает, что он следует за ней по романтическим причинам, и даёт ему кокаин, а потом ублажает рукой. Гаэтано становится нетерпеливым из-за дипломатического подхода Джосто к Кэннонам и начинает привлекать на свою сторону часть Семьи, в том числе наёмного убийцу Константа Каламита. Он поручает Каламита убить Лемуэля, старшего сына Лоя, при этом исполнителем должен стать Рэбби. Последний, подозревая, что Джосто не санкционировал нападение, проваливает задание. Лой, узнав об ограблении и неудавшемся покушении, считает виновным Джосто и хочет возмездия. Доктор Сенатор, подозревая, что что-то не так, убеждает Лоя позволить ему изучить ситуацию, прежде чем объявить войну. |            |                                                                                  |                |                                                           |                  |                     |
| 34 | 4          | «The Pretend War» «Притворная война»                                             | Дервла Уолш    | Ной Хоули и Стефани Робинсон                              | 11 октября 2020  | 0,76                |
| Каламита и его водитель перевозят винтовки в грузовике, люди Лоя останавливают их, убивают водителя и клеймят лицо Каламита, а грузовик угоняют. Лой продаёт оружие Морту Келлерману и мафии Фарго по себестоимости, ожидая от них помощи в случае войны с Фадда. Во время встречи с консильори Фадда Эбалом Виоланте Доктор Сенатор заявляет, что ограбление было местью за попытку убийства Лемуэля. Замешательство Виоланте подтверждает подозрения Сенатора, что нападение было силовым ходом Гаэтано, а ограбление — случайный инцидент. Рэбби сообщает Джосто об усилиях Гаэтано по подрыву его авторитета. В ярости Джосто ругается с братом на глазах у его сторонников и угрожает ему. Тот отступает, но явно злится. Ориетту, которая занимается бурным сексом с Джосто, прерывает Этельрида, пришедшая в поисках работы по уборке дома. Будучи одна в квартире, Этельрида обнаруживает секретный шкаф Ориетты, где она хранит различные яды, сувениры своих жертв и газетные вырезки о своих убийствах. Этельрида крадет одну из вырезок и кольцо Донателло. Она уходит в спешке и забывает свой блокнот в шкафу. Зелмар встречается с Турманом и дает ему сумку, полную недавно украденных денег, чтобы он мог вернуть долг Лою. Турман, не подозревая, что деньги изначально принадлежали Лою, приходит в дом последнего, выплачивает свой долг и уходит. Лой на мгновение счастлив, но потом он замечает рвотный запах денег и понимает, что произошло. |            |                                                                                  |                |                                                           |                  |                     |
| 35 | 5          | «The Birthplace of Civilization» «Место рождения цивилизации»                    | Дана Гонзалес  | Ной Хоули и Франческа Слоун                               | 18 октября 2020  | 0,74                |
| Этельрида пишет анонимное письмо доктору Гарварду, в котором подробно описывает свои выводы о многих случаях смерти пациентов Ориетты. В отместку за ограбление грузовика Джосто приказывает Одису арестовать нескольких человек из Кэннон Лимитед, включая Лемуэля. Когда Одис пытается арестовать Лоя, тот использует обсессивно-компульсивное расстройство Одиса и ставит его на место. Одис конфискует сумку с деньгами, которую Турман дал Лою. Лой давит на Турмана, требуя выдать местоположения Зелмар, и забирает за неуплату долга похоронное бюро. В это время Глухарь допрашивает в школе Этельриду. И Лой, и Глухарь направляются в отель, в котором прячутся Зелмар и Свони. Лой добирается туда первым, но вместо того, чтобы убить обеих, он помогает им выскользнуть из отеля, планируя использовать их навыки. Доктор Сенатор приходит в закусочную, в которой обычно встречается с Виоланте, но с удивлением видит там Гаэтано и Каламита. Они пытаются угрожать Сенатору, но он не поддается угрозам и уходит. Каламита идет за Сенатором и убивает его прямо на улице. |            |                                                                                  |                |                                                           |                  |                     |
| 36 | 6          | «Camp Elegance» «Лагерь Элегантности»                                            | Дана Гонзалес  | Ной Хоули и Франческа Слоун и Энзо Милетти и Скотт Уилсон | 25 октября 2020  | 0,70                |
| Лой и его банда устраивают засаду на Одиса в его квартире. С помощью Лоя Зелмар и Свони пробиваются на территорию Гаэтано, берут его в плен и приводят к Лою, который пытает Гаэтано. Доктор Гарвард рассказывает Ориетте о письме Этельриды. Ей удаётся опровергнуть обвинения, но Гарвард не разрешает ей увидеть письмо. Виоланте возвращается из Нью-Йорка с Джо Було после просьбы о поддержке. Нью-Йорк обещает помочь Джосто, но только в том случае, если он не сможет решить свою проблему с Кэннон Лимитед в течение двух недель и заключит мир с Гаэтано. Виоланте предлагает обменяться с Кэннон Лимитед, чтобы вернуть Гаэтано. Однако Джосто тайно приказывает своему зятю Антуну Думини убить Сэтчела, ожидая, что Лой, в свою очередь, убьет Гаэтано. Рэбби вычисляет план Джосто и убивает Антуна, а потом скрывается вместе с Сэтчелом. |            |                                                                                  |                |                                                           |                  |                     |
| 37 | 7          | «Lay Away» «Отложенная расплата»                                                 | Дана Гонзалес  | Ной Хоули и Энзо Милетти и Скотт Уилсон                   | 1 ноября 2020    | 0,65                |
| Ориетта кормит доктора Гарварда отравленными пирожными. Когда он корчится в агонии, она крадёт письмо Этельриды из стола. Фадда обнаруживают тело Антуна и предполагают, что Рэбби их предал. Джосто отправляет Каламита на поиски Рэбби и Сэтчела. Виоланте намеревается передать несколько предприятий Фадда в обмен на Гаэтано, но Джосто саботирует обмен, солгав Лою, что Каламита, разгневанный похищением Гаэтано, убил Сэтчела. Вместо этого он предлагает Виоланте обещанные предприятия, если Лой убьет Гаэтано и Каламита. Оплакивая утрату всю ночь и обдумывая идею убить Зеро в отместку, Лой видит общую картину и понимает, что Джосто подставляет его. Вместо того, чтобы убить Гаэтано, Лой рассказывает ему о предательстве брата и освобождает его. Затем Лой отправляет Оми Спаркмана убить Каламита. |            |                                                                                  |                |                                                           |                  |                     |
| 38 | 8          | «The Nadir» «Надир»                                                              | Сильвен Уайт   | Ной Хоули и Энзо Милетти и Скотт Уилсон                   | 8 ноября 2020    | 0,70                |
| Ориетта узнаёт, что доктор Гарвард пережил отравление и теперь выздоровливает. Спешно пакуя чемоданы, она находит в своей квартире записную книжку Этельриды. Сравнивая почерк в записной книжке с почерком в письме из стола Гарварда, она приходит к выводу, что письмо написала Этельрида. Джосто прибывает в своё главное здание и с ужасом обнаруживает там Гаэтано. Тот бьёт его, но затем выражает свое восхищение попыткой Джосто его убить и клянётся в верности брату, принимая его лидерство. Узнав, что его план имел неприятные последствия и объединил братьев против него, Лой обращается за помощью к мафии Фарго. Глухарь выясняет отношения с Лоем, требуя выдать Зелмар и Свони. Тот говорит, что беглянки сядут на поезд в 22:00 до Филадельфии. Глухарь собирает отряд, чтобы арестовать их. Одис утверждает, что хочет вернуться к своей жизни полицейского и больше не быть мошенником, и готов участвовать в рейде, о из-за ОКР он не может выйти из машины, когда начинается операция. Зелмар и Свони дают последний бой, убивая множество полицейских и гражданских. Одис, набравшись храбрости, входит на станцию, находит Глухаря, загнавшего преступниц в угол, и убивает его в соответствии с приказом Лоя. Потом он убивает Свони, а Зелмар удаётся сбежать. Придя в дом матери, Джосто и Гаэтано попадают в засаду Морта Келлермана и его солдат из Фарго. Гаэтано удаётся в одиночку справиться с ними, но братья морально опустошены, узнав, что их мать была убита в перестрелке. |            |                                                                                  |                |                                                           |                  |                     |
| 39 | 9          | «East/West» «Восток/Запад»                                                       | Майкл Аппендал | Ной Хоули и Ли Эдвард Колстон II                          | 15 ноября 2020   | 0,82                |
| События в этом эпизоде показаны в чёрно-белом цвете глазами Оми Спаркмана, Рэбби Миллигана и Сэтчела Кэннона. Оми путешествует с Альдо, похищенным приспешником Фадда, который сообщает ему, что Каламита преследует Рэбби и Сэтчела в Либерал, штат Канзас. На заправочной станции за городом Оми говорит владельцу, что кого-то ждёт, и предлагает закончить покраску здания, если ему разрешат остаться и подождать. Когда появляется Каламита, Альдо пытается бежать, и Оми убивает его. За день до этого Рэбби и Сэтчел прибывают в необычный пансионат в Либерал. Сэтчел находит в своей комнате брошенного терьера по имени Кролик и забирает его, а Рэбби безуспешно ищет деньги. Через полтора дня Рэбби решает, что им нужно уходить, не разрешая Сэтчелу взять с собой Кролика. Расстроенный Сэтчел говорит Рэбби, что сегодня его день рождения, и он надеется получить подарок. Чувствуя себя виноватым, Рэбби уходит искать сладости для Сэтчела. Когда надвигается буря, он едет на заправку. Там он видит, что владелец убит, а Каламита ранил и загнал Оми в угол. Начинается перестрелка, которая прерывается, когда внезапный торнадо налетает на станцию, убивая Рэбби, Каламита и Оми. На следующее утро Сэтчел просыпается (теперь на экране снова цветное изображение) и обнаруживает, что Рэбби не вернулся. Вооруженный пистолетом Рэбби, он уходит из пансиона с Кроликом и идет по дороге. |            |                                                                                  |                |                                                           |                  |                     |
| 40 | 10         | «Happy» «Счастье»                                                                | Сильвен Уайт   | Ной Хоули                                                 | 22 ноября 2020   | 0,81                |
| Кэннон Лимитед и семья Фадда начинают войну. Проходит несколько месяцев, и к 1951 году насилие выходит из-под контроля. Одис арестовывает Джосто и Гаэтано. Лой, проигравающий войну, обращается за помощью к своему зятю, деревенскому бандиту Хэппи. Тот вместе с Леоном быстро предаёт Лоя и заключает сделку с Джосто, чтобы управлять Кэннон Лимитед под руководством Фадда. Одис приходит в свою квартиру и обнаруживает, что её ограбили. Он пытается сбежать, но Джосто и Гаэтано загоняют его в угол и убивают в его машине. Гаэтано спотыкается и падает, случайно разряжая пистолет и убивая себя. Джосто убегает с места происшествия. Ориетта, намереваясь убить Этельриду и вернуть кольцо Донателло, пробирается в её спальню, но появляется призрак Теодора Роуча и отпугивает ее. Она возвращается домой и обнаруживает, что полиция собирается арестовать её на основании показаний доктора Гарварда. Этельрида устраивает встречу с Лоем, чтобы заключить сделку по бизнесу своей семьи. Этельрида показывает Лою кольцо Донателло и доказательства того, что последний был убит Ориеттой, и заявляет, что это поможет ему выиграть войну с Фадда. |            |                                                                                  |                |                                                           |                  |                     |
| 41 | 11         | «Storia Americana» «Американская история»                                        | Дана Гонзалес  | Ной Хоули                                                 | 29 ноября 2020   | TBA                 |
| После встречи с Этельридой Лой возвращает Смутни их похоронное бюро. Джосто, пьяный после смерти Гаэтано, убивает отца своей невесты Милвина Гиллиса и выздоровевшего доктора Гарварда. Лой встречается с Виоланте, возвращает кольцо старшего Фадда и Зеро и заключает сделку, чтобы положить конец войне. Затем Лой убивает Хэппи и Леона за их предательство. Виоланте и члены семьи Фадда устраивают самосуд над Джосто, утверждая, что он действовал не в интересах семьи. Ориетта, которую Виоланте освободил из тюрьмы, заявляет, что Джосто косвенно приказал ей убить Донателло, и рассказывает о своих отношениях с Джосто. Принимая во внимание то, как у Ориетты оказалось кольцо Донателло, а также необъяснимую смерть Гаэтано, Виоланте заключает, что Джосто вступил в сговор с Ориеттой, чтобы убить отца и брата для большей власти, и заявляет, что дни Фадда как семейного бизнеса закончились. С благословения Нью-Йорка Виоланте берет под свой контроль весь бизнес, который он намеревается модернизировать. Джо Було вывозит Джосто и Ориетту на поле и убивает обоих. Лой возвращается домой со своей семьёй и радуется, увидев Сэтчела живым. Когда война закончилась, Лой оказывается потрясён, обнаружив, что Виоланте внес «небольшие изменения» в их мирное соглашение; половина бизнеса Кэннон Лимитед будет находиться под контролем Фадда. Побежденный, Лой возвращается домой, но находит радость в воссоединении своей семьи. Задержавшись перед входом, он внезапно получает удар ножом от Зелмар. Сэтчел становится свидетелем нападения. В финале эпизода Этельрида читает свое задание по истории Америки своим гордым родителям. В титрах говорится, что Сэтчел вырос и стал Майком Миллиганом, игроком в новой, более корпоративной мафии Канзас-Сити.                           |            |                                                                                  |                |                                                           |                  |                     |

## Производство и оценки
Четвертый сезон «Фарго» был анонсирован в августе 2018 года. Тогда же стало известно, что главную роль сыграет Крис Рок. В июле 2019 года было объявлено о наборе 12 актеров, включая Франческо Аквароли, Эндрю Берда, Джесси Бакли, Сальваторе Эспозито, Джереми Харриса, Джека Хьюстона, Эмбер Мидтхундер, Джейсона Шварцмана и Бена Уишоу.
Съёмки начались в октябре 2019 года в Чикаго. В марте 2020 года FX приостановила производство по крайней мере на две недели из-за пандемии коронавируса; к тому моменту были сняты восемь эпизодов из десяти. Съёмки возобновились в августе 2020 года и закончились к 8 сентября. Премьерный показ начался 27 сентября 2020 года (изначальной датой было 19 апреля).
На сайте-агрегаторе отзывов Rotten Tomatoes четвёртый сезон получил рейтинг 84 %, на Metacritic — 68 %. Рецензенты дали ему противоречивые оценки. Похвал удостоилась работа оператора и некоторых актёров, негативные оценки получили перенасыщенный персонажами и событиями сюжет, некоторое окарикатуривание происходящего. Мэтт Цоллер Зейтц, пишущий для Vulture, раскритиковал сезон за упущенную возможность связать мотив обмена детьми между бандами с темами иммиграции и культуры, а также за привычку сценаристов делать подтекст очевидным с помощью слишком длинных монологов.
Крис Рок и Глинн Тёрмен были номинированы на премию «Выбор критиков».